# Крен (Лот)
Крен (фр. Cremps) насеље је и општина у јужној Француској у региону Миди Пирене, у департману Лот која припада префектури Каор.
По подацима из 2011. године у општини је живело 338 становника, а густина насељености је износила 17,19 становника/km². Општина се простире на површини од 19,66 km². Налази се на средњој надморској висини од 229 метара (максималној 283 m, а минималној 173 m).

## Демографија
| 1962. | 1968. | 1975. | 1982. | 1990. | 1999. | 2011. |
| ----- | ----- | ----- | ----- | ----- | ----- | ----- |
| 154   | 206   | 201   | 221   | 229   | 270   | 338   |

График промене броја становника у току последњих година